# Fernanda Maria
Fernanda Maria Carvalheda Silva, conocida artísticamente como Fernanda Maria, (Lisboa; 6 de febrero de 1937-Lisboa, 13 de enero de 2025) fue una fadista portuguesa, una de las grandes intérpretes del fado en el siglo XX y difusora de su repertorio tradicional.

## Trayectoria artística
Empezó trabajando en varias tradicionales Casas de fado del Bairro Alto de Lisboa; en 1952 realizó una audición con la que comenzó realmente su trayectoria como cantante de fados. En 1964 abrió su propia casa de Fados: Lisboa à noite. Entre otros fados cantó «Não passes com ela na minha rua» (Carlos Conde/Casimiro Ramos), «Fado de horas» (Belo Marques), «Aquela velhinha» (Linhares Barbosa/Fado Cigano), «Rosa da Madragoa» (Frederico de Brito/Fado Seixal), «Fado das mágoas» (Frederico de Brito) ou «Lá vai ele» (Linhares Barbosa/Jaime Santos); también fue autora de algunos temas como «A razão do meu viver», «Sentir a vida», «Olhos felizes», «Este poema», «Xaile negro» o «No Altar da minha saudade».
Según la «Enciclopédia da Música Portuguesa no Século XX» el estilo de Fernanda Maria «se caracterizó por la eficacia en la utilización de técnicas expresivas como el "rubato", los melismas y el cambio de estilo». Fernanda Maria fue referencia del llamado Fado Castiço.
Grabó más de ochenta discos entre elepés, epés y discos sencillos; grabó con el maestro Alfredo Marceneiro. Entre sus discos destacan Sempre (1991, Discossete), Os Maiores Sucessos de Fernanda Maria (1993, Movieplay) y O Melhor de Fernanda Maria (1994, Emi-VC). En 1963 Fernanda Maria fue reconocida por la Casa da Imprensa, con el Prémio Bordalo, en la categoría de fado, y en 2006 con el «Prémio Amália Rodrigues Carreira Feminina». En 2007 se le distinguió con el Premio a toda su trayectoria. En 2012 recibió de la ciudad de Lisboa la «Medalha Municipal de Mérito Ouro».

## Discografía
Entre sus discos figuran:
- A razão do meu viver, discográfica Alvorada.
- Bairros de Lisboa, a camponesa e o pescador, con Alfredo Marceneiro, discográfica A voz do Povo.
- Fadista!, discográfica Monitor.